# DDR-Meisterschaften im Bobsport 1952

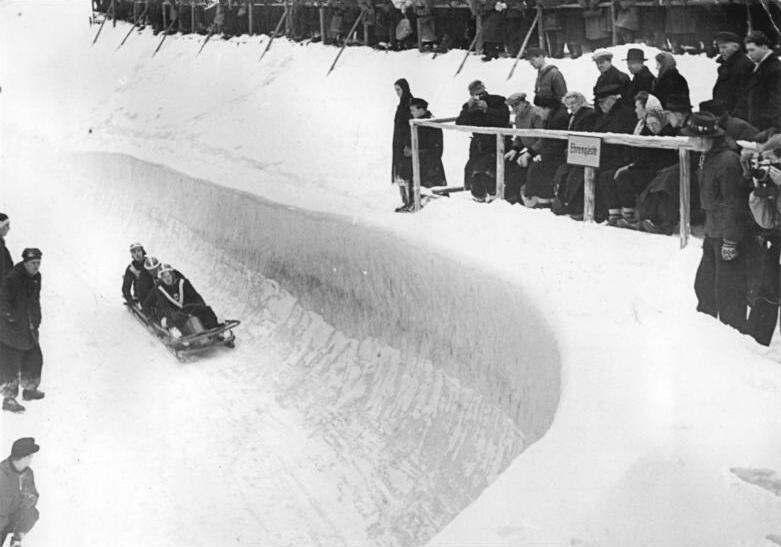
„In voller Fahrt geht es in die große Schaukurve.“ (Originalbeschreibung des Bundesarchivs)

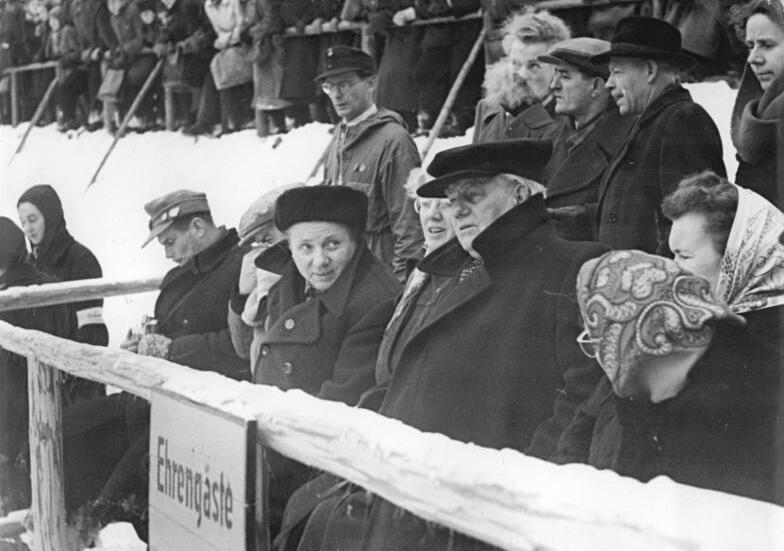
„Präsident Pieck verfolgt interessiert die Vorläufe auf der Bob-Bahn.“

Die DDR-Meisterschaften im Bobsport 1952 wurden vom 29. Januar bis zum 3. Februar 1952 im Rahmen der Wintersportmeisterschaften auf der Wadebergbobbahn in Oberhof ausgetragen.

## Zweierbob
Datum: Vorläufe am 29. Januar (Dienstag), 9 Uhr und Endläufe am 31. Januar (Donnerstag), 9 Uhr
Die besten Zeiten der Vorläufe erzielten die Bobs „Sachsen-Anhalt IV“ (Buchmann / Kryschewski) in 1:55,2 min sowie „Thüringen I“ (Erich Hansen / Oswald Schelter) in 1:55,4 min und „Sachsen-Anhalt I“ (Walter Feist / Maas) in 1:55,6 min. In den Endläufen vor etwa 5.000 Zuschauern wurde der Bahnrekord aus dem Vorjahr mehrfach unterboten und schließlich durch den siegreichen Bob „Thüringen I“ auf 1:42,065 min geschraubt.
| Platz | Sportler                       | Bob                                      | Zeit (min) |
| ----- | ------------------------------ | ---------------------------------------- | ---------- |
| 1     | Erich Hansen / Oswald Schelter | Thüringen I (Georgenthal / Ohrdruf)      | 3:25,4     |
| 2     | Hugo Pfaue / Ewald Hellmund    | Sachsen-Anhalt VI (BSG Post Wernigerode) | 3:27,8     |
| 3     | unbekannt                      |                                          |            |

## Viererbob
Datum: Vorläufe am 1. Februar (Freitag), 9 Uhr und Endläufe am 3. Februar (Sonntag), 8 Uhr
In den Vorläufen, die vor etwa 5000 Zuschauern und unter Beobachtung des Staatspräsidenten Wilhelm Pieck stattfanden, erzielten die Bobs „Thüringen I“ (Erich Hansen / Heinrich Beyreis / Johann Larisch / Oswald Schelter) in 1:43,104 min sowie „Thüringen IV“ (Helmut Schuchardt / Gerhard Brand / Rübsam / Heinz Schuchardt) in 1:44,151 min und „Sachsen-Anhalt I“ (Walter Feist / Sörgel / Maas / Keilholz) in 1:45,245 min die besten Zeiten, die wegen anhaltenden Schneefalls auf der weich gewordenen Bahn hinter den Erwartungen zurückblieben. In den Endläufen konnte der Bob „Thüringen I“ (mit Hans Feist anstelle von Johann Larisch) auf der mit Schnee bedeckten Bahn zwei Laufbestzeiten erzielen und gewann vor 50.000 Zuschauern souverän die Meisterschaft.
| Platz | Sportler                                                       | Bob                                                               | Zeit (min) |
| ----- | -------------------------------------------------------------- | ----------------------------------------------------------------- | ---------- |
| 1     | Erich Hansen / Heinrich Beyreis / Hans Feist / Oswald Schelter | Thüringen I (SG Georgenthal / BSG Stahl Erfurt / BSG Empor Gotha) | 3:28,132   |
| 2     | Walter Feist / Sörgel / Maas / Keilholz                        | Sachsen-Anhalt I (BSG Stahl Ilsenburg / BSG Aktivist Piesteritz)  | 3:32,629   |
| 3     | Helmut Schuchardt / Gerhard Brand / Rübsam / Heinz Schuchardt  | Thüringen IV (BSG Post Friedrichroda)                             | 3:40,054   |